# ملكة جمال الكون 2002
ملكة جمال الكون 2002 هي مسابقة ملكة جمال الكون الواحدة والخمسين في تاريخ مسابقة ملكة جمال الكون منذ انطلاقتها عام 1952، عقدت المسابقة في 29 مايو 2002 في كوليسيو روبرتو كليمنتي في سان خوان، بورتوريكو. شهدت تنافس 75 متسابقة في هذا العام من أنجاء العالم، في نهاية الحدث توجت أوكانا فيدوروفا من قبل ملكة جما الكون السابقة روسيادنيس كينونيس من بورتوريكو.
لتصبح أول روسية تفوز بجائزة ملكة جمال الكون. حكمت لمدة 119 يومًا بعد أربعة أشهر تم خلع فيدوروفا من التتويج وأصبحت بذلك أول ملكة جمال الكون يتم تجردها من التتويج، عن ذلك افادت بولا شوجارت، رئيسة منظمة ملكة جمال الكون، إن فيدوروفا أطيح بها لأنها «لم تكن قادرة على أداء واجباتها» ، وتسافر بشكل رئيسي حول العالم للأعمال الخيرية. وبعد ذلك تم نقل تاج ميكيموتو إلى جوستين باسيك من بنما. وتولت جاستن باسيك الوصيفة الأول من بنما لقب ملكة جمال الكون. وجرت مراسم التتويج الرسمية في نيويورك بمشاركة دونالد ترامب، في 24 سبتمبر 2002 ، في مؤتمر صحفي، تلاه أسبوع من التواصل مع الصحافة. منذ ذلك الحين، سافرت جوستين باسيك إلى اليابان وبالي وتايلاند ومصر وأروبا والإكوادور وبيرو وكوبا وكندا والولايات المتحدة الأمريكية ودول أخرى كسفير للنوايا الحسنة.
هذا يجعلها المرة الأولى في تاريخ المسابقة التي احتلت فيها الوصيفة الأولى اللقب عندما عندما أصبحت ملكة جمال الكون قادر على الوفاء بواجباتها، كما موضح في إخلاء المسئولية في تقليد قرأه مقدموا الحفل قبل الإعلان عن الفائز الجديد في العرض المباشر . كان هذا آخر عرض لملكة جمال الكون يتم بثه على شبكة سي بي إس. بدايةً من مسابقة ملكة جمال الكون التالية، تولت شبكة أن بي سي الملكية المشتركة لمسابقة المسابقة إلى جانب دونالد ترامب، ونتيجة لذلك بدأت في بث المسابقة.

## النتائج

### المراكز النهائية
| النتائج النهائية     | المتنافسة |
| -------------------- | --- |
| ملكة جمال الكون 2002 | - روسيا - أوكسانا فيدوروفا (مخلوعة)                                                                                    |
| الوصيفة الأولى       | - بنما - خوستيني باسيك (ملكة بديلة)                                                                                    |
| الوصيفة الثانية      | - الصين - تشو لينغ |
| الوصيفة الثالثة      | - جنوب أفريقيا - فانيسا كاريرا                                                                                         |
| الوصيفة الرابعة      | - فنزويلا - سينثيا لاندر                                                                                               |
| أفضل 10              | - ألبانيا - أنيسة كوسبيري - كندا - نيلام فيرما - قبرص - ديميترا إلفثيريو - ألمانيا - ناتاشا بورغر - الهند - نيها دوبيا |

### نتيجة المسابقة النهائية
| \| بلد \| فستان سهرة \| ملابس السباحة \| متوسط \| \| ------------ \| ---------- \| ------------- \| --------- \| \| روسيا \| 9.64 (1) \| 9.88 (1) \| 9.76 (1) \| \| بنما \| 8.92 (3) \| 8.79 (7) \| 8.86 (4) \| \| الصين \| 9.15 (2) \| 8.88 (5) \| 9.02 (3) \| \| جنوب أفريقيا \| 8.79 (6) \| 8.90 (4) \| 8.85 (5) \| \| فنزويلا \| 8.83 (5) \| 9.29 (2) \| 9.06 (2) \| \| ألمانيا \| 8.84 (4) \| 8.81 (6) \| 8.83 (6) \| \| قبرص \| 8.49 (8) \| 9.15 (3) \| 8.82 (7) \| \| ألبانيا \| 8.51 (7) \| 8.34 (8) \| 8.43 (8) \| \| الهند \| 8.10 (10) \| 8.32 (9) \| 8.23 (9) \| \| كندا \| 8.39 (9) \| 7.99 (10) \| 8.19 (10) \| | الفائزة الوصيفة الأولى الوصيفة الثانية الوصيفة الثالثة الوصيفة الرابعة أفضل 10 لاعبين في نصف النهائي (#) الترتيب في كل جولة من جولات المنافسة |               |           |
| بلد | فستان سهرة | ملابس السباحة | متوسط     |
| روسيا | 9.64 (1) | 9.88 (1)      | 9.76 (1)  |
| بنما | 8.92 (3) | 8.79 (7)      | 8.86 (4)  |
| الصين | 9.15 (2) | 8.88 (5)      | 9.02 (3)  |
| جنوب أفريقيا | 8.79 (6) | 8.90 (4)      | 8.85 (5)  |
| فنزويلا | 8.83 (5) | 9.29 (2)      | 9.06 (2)  |
| ألمانيا | 8.84 (4) | 8.81 (6)      | 8.83 (6)  |
| قبرص | 8.49 (8) | 9.15 (3)      | 8.82 (7)  |
| ألبانيا | 8.51 (7) | 8.34 (8)      | 8.43 (8)  |
| الهند | 8.10 (10) | 8.32 (9)      | 8.23 (9)  |
| كندا | 8.39 (9) | 7.99 (10)     | 8.19 (10) |

### ترتيب الإعلانات
| 1. ألبانيا 2. روسيا 3. جنوب إفريقيا 4. الهند 5. ألمانيا 6. قبرص 7. كندا 8. بنما 9. الصين 10. فنزويلا | 1. بنما 2. الصين 3. جنوب إفريقيا 4. فنزويلا 5. روسيا |

## المتسابقات
- ألبانيا - أنيسة كوسبيري
- أنغولا - جيوفانا ليت
- أنتيغوا - عائشة رالف
- أروبا - ديانيرا فرانك
- أستراليا - سارة ديفيز
- جزر البهاما - ناديا ألبوري
- بلجيكا - آن فان إلسن
- بوليفيا  - باولا كويمبرا
- البرازيل - جوزيان أوليفيرا
- جزر العذراء البريطانية - أناستازيا تونج
- بلغاريا - إلينا جورجيفا
- كندا - نيلام فيرما
- جزر كايمان -شانون ماكلين
- تشيلي - نيكول رينكوريت لادرون دي جيفارا
- الصين - تشو لينغ
- كولومبيا - فانيسا ميندوزا
- كوستاريكا - ميريلين فيلالتا
- كرواتيا - إيفانا باريس
- كوراساو - أيانيت ستاتيا
- قبرص - ديميترا الفثيريو
- جمهورية التشيك - ديانا كوبزانوفا
- جمهورية الدومينيكان - روث أوكوماريز
- الإكوادور - إيزابيل أونتانيدا بينتو
- مصر - سالي شاهين
- إلسالفادور - إليسا ساندوفال
- إستونيا - جانا تافيناو
- فنلندا - جانيت برومان
- فرنسا - سيلفي تيلير
- ألمانيا - ناتاشا بورغر
- غانا - ستيفاني والكينز - فيا
- اليونان - لينا باباريجوبولو
- غواتيمالا - كارينا فيلاسكيز
- غيانا - ميا رحمان
- هندوراس - إريكا راميريز
- المجر - ايديت فريدل
- الهند - نيها دوبيا
- جمهورية أيرلندا - ليزا أوسوليفان
- إسرائيل - ياميت هار نوي
- إيطاليا - آنا ريجون
- جامايكا - سانيا هيوز
- اليابان - مينا شيبا (جا)
- كينيا - جولي نجيرو
- كوريا - كيم مين كيونغ
- ماليزيا - كارين ليت إيت أنج
- موريشيوس - كارين الكسندر
- المكسيك - إيريكا كروز
- ناميبيا - ميشيل هيثا
- هولندا - كيم كوتير
- نيكاراغوا - ماريانيلا لاكايو
- نيجيريا - تشينيني أوتشوبا
- جزر ماريانا الشمالية - فيرجينيا جريدلي
- النرويج - هيغي هاتلو
- بنما - جوستين باسيك
- بيرو - أدريانا زوبيات
- الفلبين - كارين لورين أغوستين
- بولندا - جوانا دوزدروفسكا
- البرتغال - إيفا كاتارينا لاماراو
- بورتوريكو - إيزيس كاسالدوك
- روسيا - أوكسانا فيدوروفا
- سنغافورة - نوراليزا عثمان
- سلوفاكيا - إيفا دزودلوفا
- سلوفينيا - إيريس موليج
- جنوب أفريقيا - فانيسا كاريرا
- إسبانيا - فانيا ميلان
- السويد - مالو هانسون
- سويسرا - جينيفر آن جيربر
- تايلاند  - جانجيرا جانشوم
- ترينيداد وتوباغو - نسمة محمد
- تركيا - تشالا كوبات
- أوكرانيا - ليليانا جوروفا
- الأوروغواي - فيوريلا فليتاس
- الولايات المتحدة  - شونتاي هينتون
- جزر العذراء الأمريكية - ميرليزا جورج
- فنزويلا - سينثيا لاندير
- يوغوسلافيا - سلاجانا بوزوفيتش

### الظهور الأول
- ألبانيا
- الصين

### عوائد
- آخر مشاركة في 1995:
  -  كينيا
- آخر مشاركة في 1999:
  -  غيانا
- آخر مشاركة في 2000:
  -  أستراليا
  -  موريشيوس
  -  ناميبيا

### بدائل
- إسبانيا - قطعت الفائزة بمسابقة ملكة جمال إسبانيا 2001 ، لورينا إيالا ، كل العلاقات مع منظمة ملكة جمال أسبانيا وفقدت الحق في تمثيل إسبانيا في أي مسابقة دولية بعد تهديدها برفع دعوى قضائية ضد منظمة ملكة جمال أسبانيا من جانب عائلتها بسبب انتهاك عقدها مع المنظمة، ثم قاموا باستبدالها بملكة جمال إسبانيا الجديدة 2002 ، فانيا ميلان بناءً على طلب منظمة ملكة جمال الكون.[5][6]

## الروابط الخارجية
- موقع ملكة جمال الكون الرسمي